# Gamze Kılıç

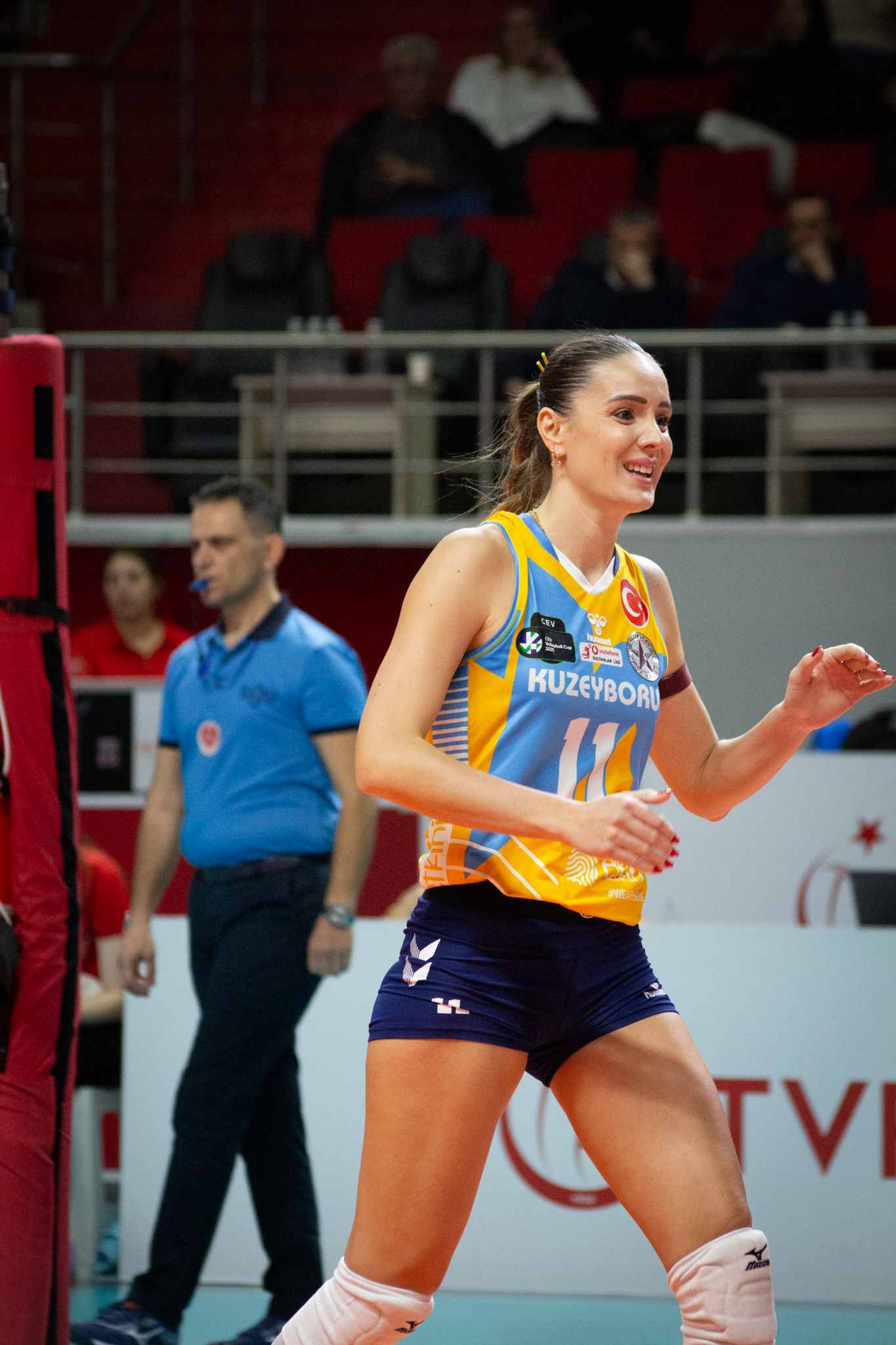
Gamze Kılıç zawodniczką Kuzeyboru SK w sezonie 2024/2025

Gamze Kılıç z domu Alikaya (ur. 1 stycznia 1993 w Izmirze) – turecka siatkarka, reprezentantka kraju, grająca na pozycji rozgrywającej. 
W marcu 2018 roku wyszła za mąż za siatkarza Ramazana Serkana Kılıçia. W sezonie 2020/2021 miała urlop macierzyński.

## Kariera klubowa
| Lata      | Klub                            |
| 2010–2018 | Galatasaray Stambuł             |
| 2018–2020 | Eczacıbaşı VitrA Stambuł        |
| 2021–2023 | Galatasaray HDI Sigorta Stambuł |
| 2023–     | Kuzeyboru SK                    |

## Sukcesy klubowe
Puchar CEV:
- 2012, 2016

Liga turecka:
- 2017, 2019
- 2013

Superpuchar Turcji:
- 2018, 2019

Klubowe Mistrzostwa Świata:
- 2019
- 2018

Puchar Turcji:
- 2019

## Sukcesy reprezentacyjne
Mistrzostwa Europy:
- 2017

Liga Narodów:
- 2018

## Nagrody indywidualne
- 2017: Najlepsza rozgrywająca tureckiej ligi w sezonie 2016/2017